# Tangerine Dream Live Aachen
Tangerine Dream Live Aachen january 21st 1981 is een livealbum van Tangerine Dream. Het bevat opnamen van het concert dat de muziekgroep gaf op 21 januari 1981 in het Eurogress in Aken.  De opnamen werden bekend onder de naam Tangerine Leaves 7 en werden pas in 2004 door de band zelf uitgegeven in een poging de niet aflatende stroom van bootlegs in te dammen. De geluidskwaliteit van de compact discs is redelijk.
Er ontstond een fout bij de fabricage van Aachen, disc 2 bevat opnamen die behoren bij Tangerine Dream Live Montreal, terwijl disc 2 van die set de opnamen uit Aken bevatten. 

## Musici
- Edgar Froese, Christopher Franke, Johannes Schmoelling – toetsinstrumenten en elektronica.

## Muziek
| Nr. | Titel             | Duur |
| --- | ----------------- | ---- |
| 1.  | Undulation        |      |
| 2.  | Calyma Caly       |      |
| 3.  | Thermal inversion |      |
| 4.  | Elisenbrunnen     |      |
| 5.  | Force majeure     |      |
| 6.  | The price         |      |

| Nr. | Titel                        | Duur |
| --- | ---------------------------- | ---- |
| 1.  | Silver scale / Horns of doom |      |
| 2.  | Phase changer                |      |
| 3.  | Diamond duster               |      |
| 4.  | Diamond diary (guitar part)  |      |
| 5.  | Choronzon                    |      |
| 6.  | Trap feeling/Scrap Yard      |      |

Uit dezelfde reeks concerten verscheen ook Tangerine Dream Live Paris (2 februari 1981).
CD1: Tangerine Dream Live Aachen ·
CD2: Tangerine Dream Live Montreal ·
CD3: Tangerine Dream Live Paris ·
CD4: Tangerine Dream Live Sydney ·
CD5: Tangerine Dream Live Ottawa ·
CD6: Tangerine Dream Live Brighton ·
CD7: Tangerine Dream Live Cleveland ·
CD8: Tangerine Dream Live Detroit ·
CD9: Tangerine Dream Live Preston